# Ladomirová
Ladomirová este o comună slovacă, aflată în districtul Svidník din regiunea Prešov. Localitatea se află la altitudinea de 262 m deasupra n.m., se întinde pe o suprafață de 15,39 km2 și în 2017 număra 1.055 de locuitori.

## Istoric
Localitatea Ladomirová este atestată documentar din 1414.

## Demografie
| An:                | 1994 | 2004    | 2014    | 2024   |
| ------------------ | ---- | ------- | ------- | ------ |
| Număr de persoane: | 775  | 858     | 1016    | 1064   |
| Diferență:         |      | +10,70% | +18,41% | +4,72% |

| An:                | 2023 | 2024   |
| ------------------ | ---- | ------ |
| Număr de persoane: | 1061 | 1064   |
| Diferență:         |      | +0,28% |